# 龍愛量子
龍愛量子，是中國大陸一個傳銷組織，成立於2016年11月。公司開發以“量子技術”冠名的產品，並宣稱其產品有奇效，藉此吸納群眾投資。2017年7月，龍愛量子被警方查封，查封時有逾125萬名投資人，涉案資金逾9億人民幣。
2016年6月，林躍慶在廣東省東莞市以銷售量子高科技產品為名，之後便購買產品、發展下線、繳納會費的方式，以高額動態、靜態收益為誘餌，在互聯網上吸引參加者並按一定的順序組成層級開展傳銷活動。根據龍愛量子的官方網站介紹，其提供墨子號衛星的動力系統和通信系統，亦取得43項的國家專利。龍愛量子亦稱其得到國家立法認可，產品和技術三十年內全球沒有競爭對手。

## 違法被查
2017年7月，龍愛量子被警方查封，查封時有逾125萬名投資人，涉案資金逾9億人民幣，隨後各地法院陸續對參與龍愛量子的人員判刑。